# ジャビルジャビル語
ジャビルジャビル語(英語：Jabirr Jabirr language、Djabirr-Djabirrとも）は西オーストラリア州ビーグル湾南岸地域に住むジャビルジャビル族によってかつて話されていた、西部ニュルニュラン語派の言語である。旧来は「DjaberrDjaberr」または「Dyaberdyaber」と表記されていたが、キンバリー地域諸語の表記の慣例に従い、現在では「Jabirr-Jabirr」と表記される。また、「Jabba Jabba」との表記もみられる。
ニュルニュル語とは相互理解が十分に可能な姉妹語とされ、ヘルマン・ネケス、アーネスト・アイルレッド・ワームズの共著『Australian Languages』（1953年刊）では類似点が数多く紹介されている。
通信・芸術省が資金を拠出し、非営利団体「ファースト・ランゲージズ・オーストラリア」が受託・運営する「消滅危機言語の保存支援プロジェクト（the Priority Languages Support Project）」に選定されており、言語復興の取り組みが行われている。